# Katrina Lehis
Katrina Lehis (født 19. december 1994) er en estisk venstrehåndet fægter med kårde. Hun er individuel europamester 2018, olympisk mester for hold i 2021  og individuel olympisk bronzemedaljevinder i 2021.